# 권태완
권태완(權泰完, 1932년 ~ 2017년)은 대한민국의 교수, 식품과학자, 한국식품연구원 원장이다.

## 학력
- 1950∼1959 서울대학교 화학과 이학사
- 1959∼1961 서울대학교 화학과 이학 석사
- 1961∼1963 미국 플로리다 주립 대학교 이학 박사

## 주요경력
- 1963∼1967 미국 캘리포니아 대학교 버클리 IMR 연구원, 미국 아이오와 대학교 조교수
- 1967∼1988 한국과학기술연구원 책임연구원, 부소장
- 1988∼1992 한국식품개발연구원(현 한국식품연구원) 원장, 고문
- 1992∼2017 인제대학교 교수

## 생애 및 업적
미국에서 교수로 활동하다가 한국과학기술연구원의 책임연구원으로 부임하여, 한국 식품연구를 국제적 수준으로 발전시켰다. 미국의 IMR 연구원으로 근무하면서 한국인 식품연구자로서는 최초로 세계적인 저널 <네이처(nature)(1966년 4월호)>에 논문 “Malonaldehyde from the Autoxidation of Methyl Linolenate”를 게재했다. 한국과학기술연구원의 설립과 함께 국가 유치과학자로 한국으로 돌아온 후, 국가의 쌀 자급 노력에 맞춰 미곡종합처리장(Rice Processing Complex, RPC)을 개발하여 국가 차원의 쌀 관리 체계를 마련했고, 한국식품개발연구원의 초대원장으로 부임하여 국내 식품연구를 국제적 수준으로 발전시켰다.

### 개량곳간[1]의 개발
개량곳간을 통해, 벼 건조에 드는 노동력을 대폭 줄였고, 환풍창과 양곡 입출구의 과학적 설계로 벼의 품질을 보존할 수 있게 했다. 1981년부터 개별 농가에 설치하여 10만동 이상 보급되었고, 이는 세계 최초로 농가 단위에서 곡물을 건조 저장하는 데 성공한 것으로 평가받았다.

### RPC[2](미곡종합처리장)를 완성
대한민국은 주식이 밥인 만큼, 관습적으로 쌀을 씻는 과정에서 쌀의 좋은 성분이 유실되고 물의 사용량이 많다는 것을 인지하고, 쌀을 씻지 않고 먹을 수 있는 청결미를 생산하면 이 문제가 해결될 것으로 여겼다. 이에, 미국, 일본, 독일의 통풍건조 방식을 한국의 벼에 맞는 형태로 개량했으며, 독일과 기술협력을 하여 약 10년간의 연구 끝에 원료 반입, 선별, 계량, 품질검사, 건조, 저장, 도정, 제품 출하, 부산물 처리까지의 작업을 한꺼번에 대량으로 처리할 수 있는 '한국형 RPC'를 개발했다. 1991년 2개의 시험소를 시작으로 현재는 200개가 넘는 정부지원 RPC가 운영되고 있다. RPC의 보급으로 한국의 쌀 관리시스템은 혁신적으로 바뀌었고, 덕분에 양질의 쌀을 소비하는 국가가 되었다.

### 한국식품개발연구원(현한국식품연구원)의 설립 주도
한국 농업의 선진적 발전을 위해서는 농산물의 가공과 저장기술에 대한 연구가 필요하다고 주장하며 ‘한국식품개발연구원의 설립안’을 마련하여 이를 추진했다. 연구원의 초대원장으로 임명되었으며, 한국 식품의 세계적 경쟁력 확보, 국가 식품산업의 방향 제시, 대학원을 통한 전문인력 양성, 세계적인 과학자들과의 대외 협력 등을 연구소의 주요 역할로 삼았다.
과학적인 쌀 관리 방법을 개발한 과학자로 평가받고 있다. 한국식품연구원의 성장과 발전의 기반을 이룬것으로 평가받아 2019 과학기술유공자 생명분야에 지정되었다.

## 포상
- 1952 화랑무공훈장
- 1976 국민훈장 목련장
- 1993 대산농촌문화상

## 참고자료
과학기술정보통신부 홈페이지  보관됨 2020-09-27 - 웨이백 머신